# Euneura saetosa
Euneura saetosa är en stekelart som först beskrevs av Vittorio Luigi Delucchi 1955.  Euneura saetosa ingår i släktet Euneura och familjen puppglanssteklar. Inga underarter finns listade i Catalogue of Life.